# Perdita politissima
Perdita politissima är en biart som beskrevs av Timberlake 1980. Perdita politissima ingår i släktet Perdita och familjen grävbin. Inga underarter finns listade i Catalogue of Life.